# 南岗干部子弟学校
南岗干部子弟学校是1947年，中国共产党领导的东北民主联军为解决中高级指挥员的子女教育问题，由政委罗荣桓夫人林月琴在哈尔滨市南岗区为干部子女筹建一所学校。

## 学校的变迁
作为中共东北部队的干部子弟学校，随着部队的名称变化与作战区域的转移，学校名称与办学地点不断受影响。
- 东北民主联军南岗干部子弟学校

1948年5月，东北民主联军总政治部正式决定成立东北民主联军南岗干部子弟学校，首任校长兼党支部书记为林月琴。中共东北局办公厅将校舍最初安排在苏联红军元帅马利诺夫斯基住过的花园洋房。后部队改编为中国人民解放军第四野战军，学校亦于辽沈战役（辽西会战）期间更名为第四野战军随军子弟小学。
- 中共东北局暨东北军区干部子弟学校

主条目：东北育才学校
1948年10月，辽沈战役即辽西会战结束，中共占领沈阳，第四野战军主力准备进入山海关作战。罗荣桓决定把四野随军小学留在沈阳，并创立一所寄宿制学校。200余名学生大部分随第四野战军经天津迁往武汉，其中40余人留在沈阳。“时任东北局常委张闻天找到李立群，希望她出来以四野随军小学为基础办一所小学”。东北第一育才小学于1948年12月开始筹办，并于1949年初开始招生。第一任校长为李力群，中共东北局负责人高岗之妻。学校现名为东北育才学校或东北育才教育集团。
- 中南军区暨野战军干部子弟学校

其余大部在第四野战军入关作战后，于1949年2月迁至天津，同年9月奉命赴武汉，期间曾迁往原国民革命军庐山军官训练团旧址，后迁回武汉东湖校址，正式名称为中南军区暨野战军干部子弟学校。校长为王长德，中共四野将领谭政之妻。1970年6月停办。
- 华南军区干部子弟学校

請参阅：广州大学附属中学
还有一部在第四野战军第十五兵团占领广州后，成立华南军区干部子弟学校由中南军区政治部管理，对外称八一中学后更名为广州市八一实验学校，校长项辉方，四野将领黄永胜之妻。

## 第四野战军随军子弟学校校歌
——我們是革命的小戰士，是軍人子弟學校的好學生。我們在革命中成長，繼承著父母的光榮，愛護學校，團結友愛，尊敬老師，學習要用功。我們是革命的小戰士，我們是毛澤東的少年兵。

## 历任校长
- 林月琴
- 余慎，肖向荣妻